# Билатеральная симметрия

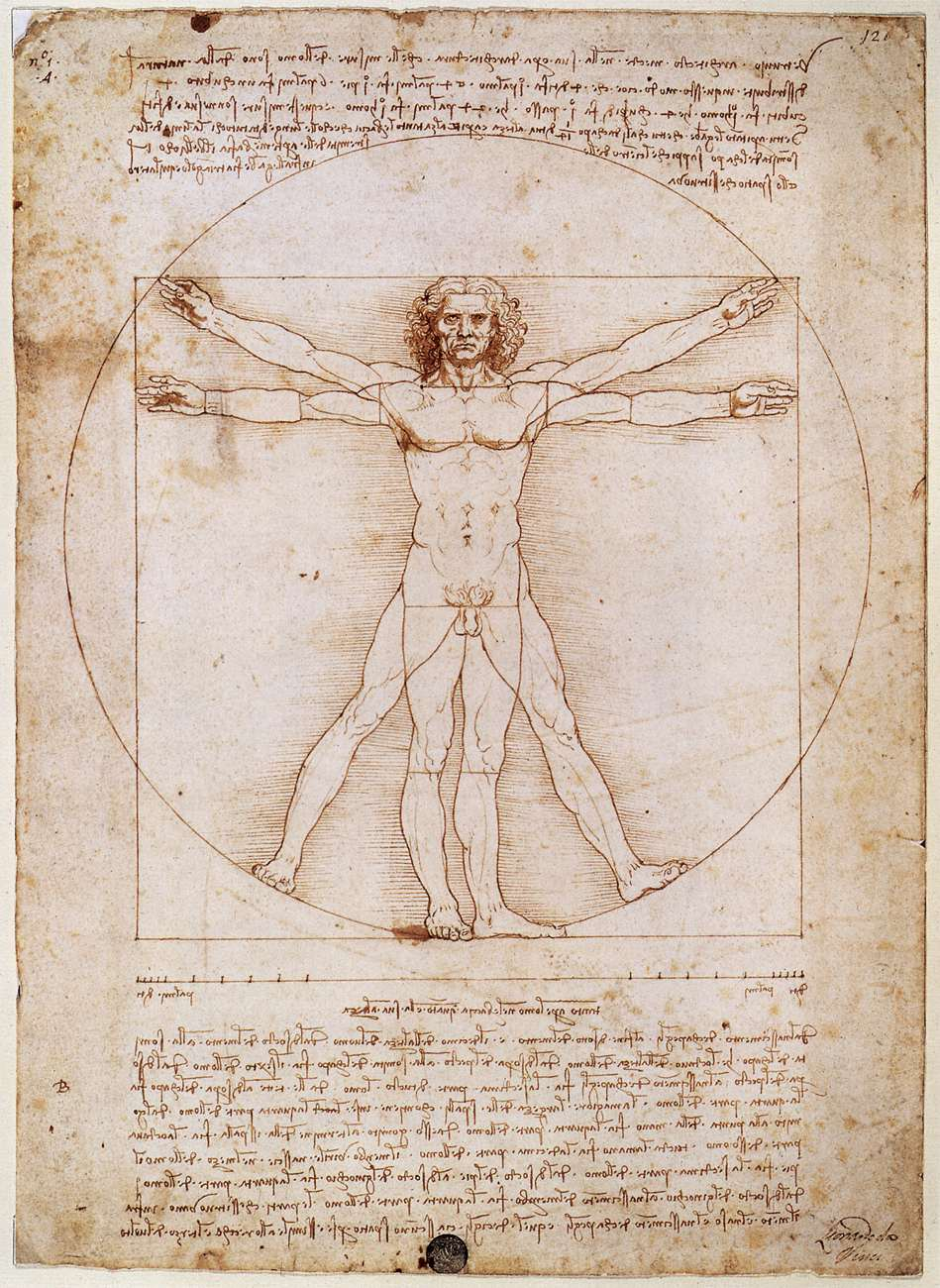
Рисунок Леонардо да Винчи, изображающий симметрию человека

Билатера́льная симме́трия (двусторонняя симметрия) — симметрия зеркального отражения, при которой объект имеет одну плоскость симметрии, относительно которой две его половины зеркально симметричны. Если на плоскость симметрии опустить перпендикуляр из точки A и затем из точки О на плоскости симметрии продолжить его на длину AО, то он попадёт в точку A1, во всём подобную точке A. Ось симметрии у билатерально симметричных объектов отсутствует. У животных билатеральная симметрия проявляется в схожести или почти полной идентичности левой и правой половин тела. При этом всегда существуют случайные отклонения от симметрии (например, различия в папиллярных линиях, ветвлении сосудов и расположении родинок на правой и левой руках человека). Часто существуют небольшие, но закономерные различия во внешнем строении (например, более развитая мускулатура правой руки у праворуких людей) и более существенные различия между правой и левой половиной тела в расположении внутренних органов. Например, сердце у млекопитающих обычно размещено несимметрично, со смещением влево.
У животных появление билатеральной симметрии в эволюции связано с ползанием по субстрату (по дну водоема), в связи с чем появляются спинная и брюшная, а также правая и левая половины тела. В целом среди животных билатеральная симметрия более выражена у активно подвижных форм, чем у сидячих.
Билатеральная симметрия свойственна всем достаточно высокоорганизованным животным, кроме иглокожих. В других царствах живых организмов билатеральная симметрия свойственна меньшему числу форм. Среди протистов она характерна для дипломонад (например, лямблий), некоторых форм трипаносом, бодонид, раковинок многих фораминифер. У растений билатеральную симметрию имеет обычно не весь организм, а его отдельные части — листья или цветки. Билатерально симметричные цветки ботаники называют зигоморфными.